# Битка при Марстън Мур
Битката при Марстън Мур се води на 2 юли 1644 г. по време на първата Английска гражданска война (1642 – 1644). Събраните сили на шотландските ковенанти (привърженици на Националното споразумение от 1638 г. и Тържествения съюз и споразумение от 1643 г.) под командването на Александър Лесли, граф на Левен, и английските парламентаристи под командването на лорд Фердинандо Феърфакс и Едуард Монтагю, граф на Манчестър, побеждават роялистите, командвани от принц Рупърт Рейнски и маркиза на Нюкасъл – Уилям Кавендиш.

## Ход на военните действия
През лятото на 1644 г. ковенантите и парламентаристите обсаждат Йорк, който се отбранява от херцога на Нюкасъл. Принц Рупърт събира армия, която марширува през Северозападна Англия, за да се притече на помощ на обсадения град, събирайки свежи попълнения по пътя. Съсредоточаването на тези сили прави последвалата битка най-голямата от Английската революция.
На 1 юли Рупърт достига града чрез умело маневриране покрай шотландците и парламентаристите. На следващия ден той иска да влезе в битка с врага, въпреки неговото числено превъзходство. Разубеден е да нападне незабавно и през деня и двете страни събират войските си на Марстън Мур, обширна ливада, западно от Йорк. Привечер самите шотландци и парламентаристи отправят изненадващо нападение. След объркан бой, продължил два часа, парламентаристката кавалерия под командването на Оливър Кромуел разгромява роялистката кавалерия и унищожава остатъка от пехотата.

## Последици
След поражението си роялистите на практика напускат Северна Англия. Те губят човешките сили от северните графства, които имат силни роялистки симпатии и достъп до Европа посредством пристанищата на брега на Северно море и са ограничени до Уелс и Югозападна Англия. Въпреки че частично компенсират с победи в Южна Англия по-късно през годината, загубата на севера се оказва фатална пречка на следващата година, когато неуспешно се опитват да се свържат с шотландските роялисти под командването на Джеймс Греъм, маркиз на Монтроуз.